# Popis hrvatskih veleposlanika na Šri Lanki
Republika Hrvatska i Demokratska Socijalistička Republika Šri Lanka održavaju diplomatske odnose od 14. veljače 1997. Sjedište veleposlanstva je u New Delhiju.

## Veleposlanici
Hrvatska nema rezidentno veleposlanstvo na Šri Lanki. 
Veleposlanstvo Republike Hrvatske u Republici Indiji pokriva Bangladeš, Butan, Maldivi, Nepal i Šri Lanku.
| Veleposlanik   | Postavljenje       | Opoziv             | Sjedište  |
| -------------- | ------------------ | ------------------ | --------- |
| Drago Štambuk  |                    | 1. kolovoza 1998.  | New Delhi |
| Zoran Andrić   | 17. ožujka 1999.   | 31. prosinca 2002. | New Delhi |
| Dino Debeljuh  | 28. srpnja 2003.   | 31. ožujka 2008.   | New Delhi |
| Boris Velić    | 23. ožujka 2009.   | 12. prosinca 2012. | New Delhi |
| Amir Muharemi  | 6. studenoga 2014. | 12. srpnja 2017.   | New Delhi |
| Petar Ljubičić | 22. siječnja 2018. |                    | New Delhi |

## Vanjske poveznice
- Šri Lanka na stranici MVEP-a